# Prosphaerolaimus eurypharynx
Prosphaerolaimus eurypharynx är en rundmaskart som beskrevs av Nikolai Nikolaievich Filipjev 1918. Prosphaerolaimus eurypharynx ingår i släktet Prosphaerolaimus och familjen Linhomoeidae. Inga underarter finns listade i Catalogue of Life.